# كلوك تاور 2
كلوك تاور 2 (بالإنجليزية: Clock Tower II: The Struggle Within)‏ (باليابانية:クロックタワーゴーストヘッド) ، هي لعبة فيديو من صنف لعبة المؤشر ورعب البقاء، أنتجت من قبل شركة هيومان إنترتنيمنت اليابانية، وصدرت في اليابان بتاريخ 12 مارس 1998م «النسخة اليابانية» ، وصدرت في الولايات المتحدة بالنسخة الإنجليزية بتاريخ 31 أكتوبر 1999م.

## قصة اللعبة
تدور قصة اللعبة حول عائلة يابانية متواضعة، وكانت من ضمنها البطلة ميدوشيما يو (باليابانية:御堂島 優) وهي تبحث عن الطريق للتخلص من الفتاة الصغيرة المصابة باللعنة وتدعى شو (باليابانية:翔) التي تحولت إلى متوحشة، بينما تعرضت هيدوشيما للتحول الفجائي من طيبة إلى شريرة في كل مرحلة من اللعبة.

## اختلاف النسخة الإنجليزية عن اليابانية
في النسخة اليابانية الأصلية تحدث القصة في اليابان وأسماء شخصيات اللعبة الأصلية مثل هيدوشيما يو والبنت الصغرى شو، ففي النسخة الأمريكية تبقى البيئة اليابانية باختلاف التسمية الإنجليزية مثل إليسا هال وبيتس وغير ذلك.

## وصلات خارجية
- Clock Tower II: The Struggle Within at GameFAQs.
- Clock Tower II: The Struggle Within at موبي جيمز.